# 암보셀리 국립공원

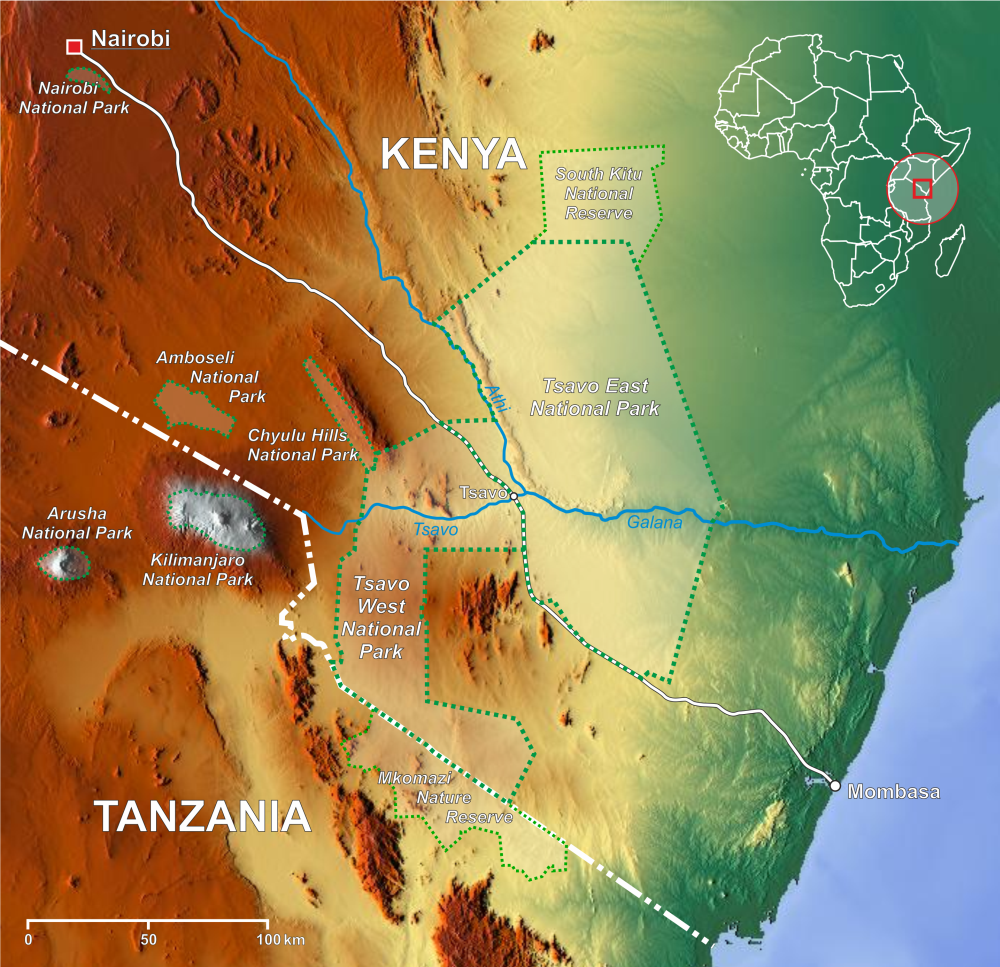

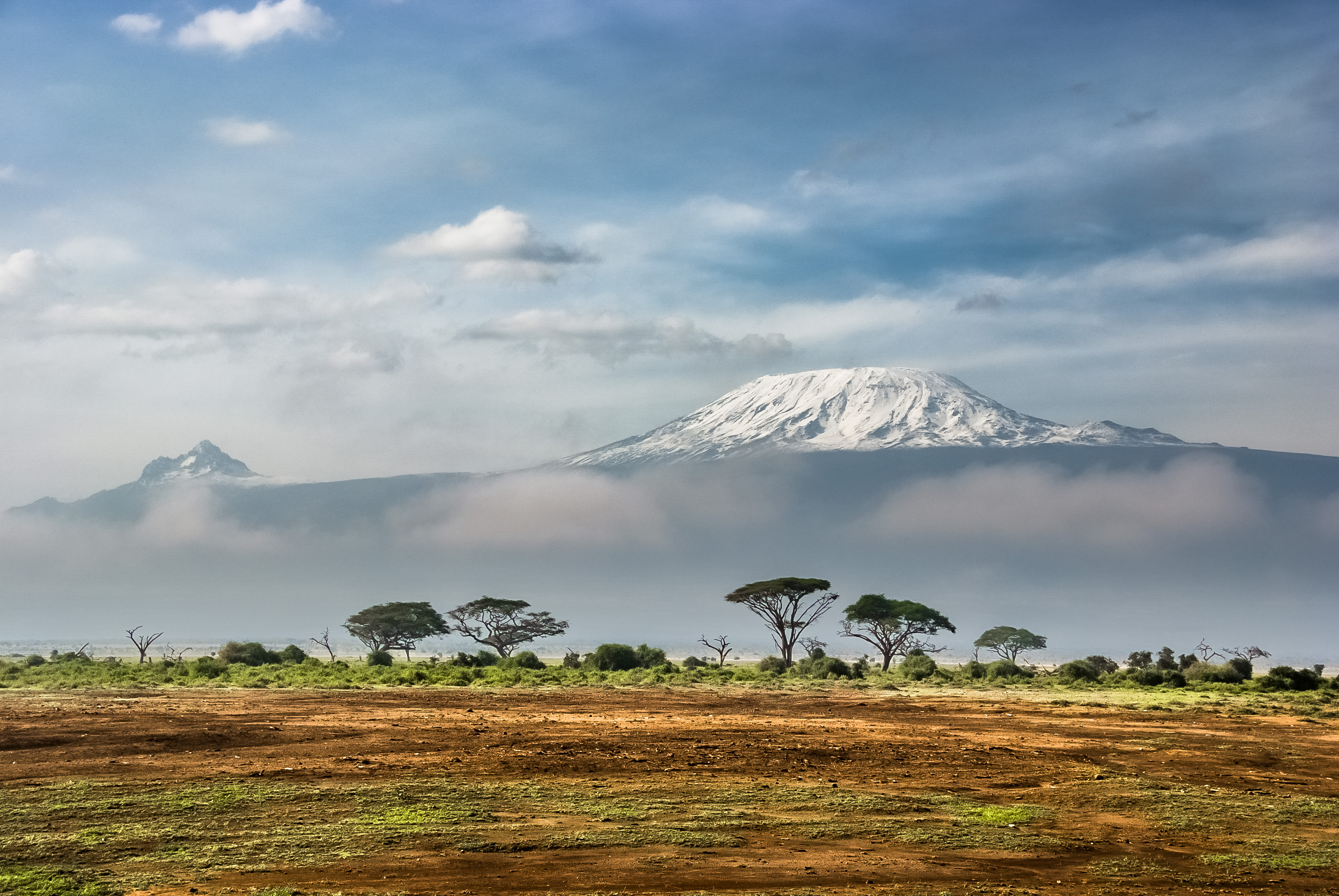
킬리만자로산이 뒤에 보인다

암보셀리 국립공원(Amboseli National Park, 이전 명칭: 마사이 암보셀리 게임 보호구역, Maasai Amboseli Game Reserve)은 케냐 카지아도 카운티의 로이톡톡 지역에 있는 국립공원이다. 케냐-탄자니아 국경을 가로질러 퍼져 있는 8,000km2(3,100평방마일) 생태계의 핵심 크기는 39,206ha(392.06km2)이다. 이곳에는 펠리컨, 물총새, 가랑이, 망치머리황새와 같은 물새와 47종의 맹금류를 포함해 400종의 새가 서식하고 있다. 지역 주민들은 주로 마사이인이다.
이 공원은 5개의 주요 늪 중 2개를 보호하며 말라버린 플라이스토세 호수와 반건조 식물을 포함하고 있다.